# Olympische Winterspiele 1956/Teilnehmer (Tschechoslowakei)
| Gelbes Symbol für Goldmedaillen mit stilisierten Olympischen Ringen | Graues Symbol für Silbermedaillen mit stilisierten Olympischen Ringen | Braundes Symbol für Bronzemedaillen mit stilisierten Olympischen Ringen |
| ------------------------------------------------------------------- | --------------------------------------------------------------------- | ----------------------------------------------------------------------- |
| —                                                                   | —                                                                     | —                                                                       |

Die Tschechoslowakei nahm an den VII. Olympischen Winterspielen 1956 in der italienischen Gemeinde Cortina d’Ampezzo mit einer Delegation von 41 Athleten in sieben Disziplinen teil, davon 35 Männer und 6 Frauen. Keinem Athleten gelang ein Medaillengewinn.
Fahnenträger bei der Eröffnungsfeier war der Eishockeyspieler Vlastimil Bubník.

## Teilnehmer nach Sportarten

### Eishockey
Männer
| - Jan Vodička - Ján Jendek - Karel Gut - Jan Kasper - Václav Bubník - Jaromír Bünter - Slavomír Bartoň - Vlastimil Bubník - Bronislav Danda | - Zdeněk Návrat - František Vaněk - Bohumil Prošek - Miroslav Klůc - Stanislav Bacílek - Vladimír Zábrodský - Otto Cimrman - Václav Pantůček |

- 5. Platz

### Eiskunstlauf
Männer
- Karol Divín
5. Platz (154,25)

Frauen
- Jindra Kramperová
20. Platz (136,67)

Paare
- Věra Suchánková & Zdeněk Doležal
8. Platz (10,53)

### Eisschnelllauf
Männer
- Jaroslav Doubek
500 m: 30. Platz (43,6 s)
1500 m: 39. Platz (2:19,2 min)

- Bohumil Jauris
500 m: 17. Platz (42,8 s)
1500 m: 15. Platz (2:13,6 min)
10.000 m: 26. Platz (17:38,4 min)

- Vladimír Kolář
500 m: 28. Platz (43,5 s)
1500 m: 27. Platz (2:16,5 min)
5000 m: 13. Platz (8:08,9 min)
10.000 m: 14. Platz (17:16,9 min)

### Nordische Kombination
- Vítězslav Lahr
Einzel (Normalschanze / 15 km): 12. Platz (427,800)

- Vlastimil Melich
Einzel (Normalschanze / 15 km): 18. Platz (419,600)

- Josef Nüsser
Einzel (Normalschanze / 15 km): 22. Platz (417,300)

### Ski Alpin
Männer
- Jaroslav Bogdálek
Abfahrt: disqualifiziert
Riesenslalom: 31. Platz (3:27,3 min)
Slalom: 29. Platz (4:07,3 min)

- Evžen Čermák
Abfahrt: 17. Platz (3:18,0 min)
Riesenslalom: 32. Platz (3:27,7 min)
Slalom: 21. Platz (3:42,8 min)

- Kurt Hennrich
Abfahrt: 7. Platz (3:01,5 min)
Riesenslalom: 36. Platz (3:30,4 min)
Slalom: 36. Platz (4:18,5 min)

- Vladimír Krajňák
Abfahrt: disqualifiziert
Riesenslalom: 38. Platz (3:31,0 min)
Slalom: disqualifiziert

### Skilanglauf
Männer
- Jaroslav Cardal
15 km: 42. Platz (56:12 min)
30 km: 18. Platz (1:51:05 h)

- Ilja Matouš
15 km: 13. Platz (52:04 min)
30 km: 10. Platz (1:48:12 h)
4 × 10 km Staffel: 8. Platz (2:24:54 h)

- Josef Prokeš
15 km: 36. Platz (55:05 min)
30 km: 16. Platz (1:50:49 h)
4 × 10 km Staffel: 8. Platz (2:24:54 h)

- Vlastimil Melich
4 × 10 km Staffel: 8. Platz (2:24:54 h)

- Emil Okuliár
4 × 10 km Staffel: 8. Platz (2:24:54 h)

Frauen
- Olga Krasilová
10 km: 25. Platz (43:10 min)

- Eva Lauermanová
10 km: 14. Platz (41:04 min)
3 × 5 km Staffel: 6. Platz (1:14:19 h)

- Libuše Patočková
10 km: 19. Platz (41:52 min)
3 × 5 km Staffel: 6. Platz (1:14:19 h)

- Eva Benešová
10 km: 29. Platz (43:42 min)
3 × 5 km Staffel: 6. Platz (1:14:19 h)

### Skispringen
- Jáchym Bulín
Normalschanze: 29. Platz (186,0)

- Mojmír Stuchlík
Normalschanze: 28. Platz (187,5)